# Đảng Dân tộc Việt Nam
Đảng Dân tộc Việt Nam (tiếng Anh: Vietnamese National Party, VNP) là một đảng của người Việt do ông Nguyễn Hữu Chánh thành lập tại Hoa Kỳ vào năm 2003.
Theo tờ báo Công an Nhân dân, Đảng Dân tộc cho rằng họ có 3 triệu đảng viên, tờ báo cho rằng đây là một con số thổi phồng vì chỉ có khoảng 2.7 triệu người Việt hải ngoại.

## Lịch sử
Đảng Dân tộc Việt Nam được thành lập tại Anaheim Convention Center, miền Nam tiểu bang California, Hoa Kỳ, Chủ nhật, vào ngày 17 tháng 8 năm 2003.

### Một số nhân vật tiêu biểu
- Nguyễn Khánh: Lãnh tụ Đảng kiêm Quốc trưởng Chính phủ lâm thời Việt Nam Tự do.
- Nguyễn Hữu Chánh: Chủ tịch Đảng kiêm Thủ tướng Chính phủ lâm thời Việt Nam Tự do.
- Lâm Ngươn Tánh: phó tổng bí thư [2]
- Linh Quang Viên
- Nguyễn Văn Sĩ